# Елисеевка (Приморски район)
Вижте пояснителната страница за други значения на Елисеевка.
Елисеевка (на украински: Єлисеївка, на руски: Елисеевка) е село в Украйна, разположено в Приморски район, Запорожка област. През 2001 година населението му е 1229 души.